# Yes!プリキュア5/5GoGo! サウンドアルバム
『Yes!プリキュア5/5GoGo! サウンドアルバム』は、東堂いづみ原作・東映アニメーション制作によるアニメシリーズ『プリキュアシリーズ』の第4作『Yes!プリキュア5』、第5作『Yes!プリキュア5GoGo!』のボーカルアルバム、オリジナル・サウンドトラックシリーズ。いずれも発売元はマーベラス（旧マーベラスエンターテイメント）
なお、関連インターネットラジオ番組『CLUB ココ&ナッツ』に関連するCDに関しては同記事を参照。

## ボーカルアルバム

### 青春乙女LOVE&DREAM
『Yes!プリキュア5』初のボーカルアルバムで、オープニングテーマ・前期エンディングテーマ、メインキャラクター5人によるキャラクターソング、主題歌歌手によるイメージソングなど全10曲を収録。
初回封入特典として、ジャケットサイズ・ステッカーを封入。
| #         | タイトル                                                                                     | 作詞         | 作曲         | 編曲                | 時間  |
| --------- | -------------------------------------------------------------------------------------------- | ------------ | ------------ | ------------------- | ----- |
| 1.        | 「プリキュア5、スマイルgo go!」(歌：工藤真由、コーラス：ヤング・フレッシュ with mayumi&yuka) | 只野菜摘     | 岩切芳郎     | 家原正樹            | 3:55  |
| 2.        | 「メタモルフォーゼ 〜青春乙女LOVE&DREAM〜」(歌：ぷりきゅあ5)                                 | うちやえゆか | 高木洋       | 高木洋              | 5:06  |
| 3.        | 「もん！太陽ドリーム」(歌：夢原のぞみ（CV:三瓶由布子）)                                      | 只野菜摘     | 岩切芳郎     | 岩切芳郎            | 4:25  |
| 4.        | 「リバーシブル」(歌：夏木りん（CV:竹内順子）)                                                | 青木久美子   | 前田克樹     | 大石憲一郎          | 3:41  |
| 5.        | 「だぶるぴーす」(歌：宮本佳那子、コーラス：ヤング・フレッシュ)                               | 五條真由美   | うちやえゆか | 高木洋              | 3:25  |
| 6.        | 「とびっきり! 勇気の扉(album ver.)」(歌：春日野うらら（CV:伊瀬茉莉也）)                      | 只野菜摘     | 高取ヒデアキ | 籠島裕昌            | 4:03  |
| 7.        | 「プリキュアfly」(歌：工藤真由)                                                              | 只野菜摘     | 間瀬公司     | 神津裕之            | 4:15  |
| 8.        | 「グリーン・ノート」(歌：秋元こまち（CV：永野愛）)                                           | 只野菜摘     | 吉山隆之     | 神津裕之            | 3:48  |
| 9.        | 「Heavenly Blue」(歌：水無月かれん（CV：前田愛）)                                            | 青木久美子   | Mayu         | 大石憲一郎          | 4:40  |
| 10.       | 「キラキラしちゃって My True Love!」(歌：宮本佳那子)                                         | 佐々木美和   | marhy        | 久保田光太郎、marhy | 3:55  |
| 合計時間: | 合計時間:                                                                                    | 合計時間:    | 合計時間:    | 合計時間:           | 41:13 |

### VOCAL EXPLOSION!
『Yes!プリキュア5』のボーカルアルバム第2弾。オープニングテーマ・後期エンディングテーマ、メインキャラクター5人によるキャラクターソング、主題歌歌手によるイメージソングなど全10曲を収録。
初回封入特典として、ジャケットサイズ・ステッカーを封入。
| #         | タイトル                                                                                     | 作詞       | 作曲         | 編曲       | 時間  |
| --------- | -------------------------------------------------------------------------------------------- | ---------- | ------------ | ---------- | ----- |
| 1.        | 「プリキュア5、スマイルgo go!」(歌：工藤真由、コーラス：ヤング・フレッシュ with mayumi&yuka) | 只野菜摘   | 岩切芳郎     | 家原正樹   | 3:55  |
| 2.        | 「きっと大丈夫」(歌：水無月かれん（CV：前田愛）)                                             | 只野菜摘   | 前田克樹     | 神津裕之   | 4:18  |
| 3.        | 「マスカット」(歌：五條真由美、うちやえゆか)                                                 | 青木久美子 | 神津裕之     | 神津裕之   | 4:06  |
| 4.        | 「信頼」(歌：秋元こまち（CV：永野愛）)                                                       | 青木久美子 | 浅田直       | 大石憲一郎 | 5:27  |
| 5.        | 「情熱」(歌：夏木りん（CV:竹内順子）)                                                        | 只野菜摘   | 池田森       | 池田森     | 3:40  |
| 6.        | 「夢みる女の子」(歌：春日野うらら（CV:伊瀬茉莉也）)                                          | 青木久美子 | 鶴田勇気     | 鶴田勇気   | 4:38  |
| 7.        | 「笑ったら最強!!」(歌：工藤真由)                                                             | 青木久美子 | 間瀬公司     | 神津裕之   | 3:53  |
| 8.        | 「オッケー・バトン」(歌：夢原のぞみ（CV：三瓶由布子）)                                       | 只野菜摘   | 浅田直       | 池田森     | 4:50  |
| 9.        | 「1.2.シュート！ 〜Five Explosion〜」(歌：夢原のぞみ（CV：三瓶由布子）＆ぷりきゅあ5)         | 只野菜摘   | 高取ヒデアキ | 籠島裕昌   | 4:31  |
| 10.       | 「ガンバランスdeダンス 〜夢みる奇跡たち〜」(歌：宮本佳那子、コーラス：ぷりきゅあ5)           | 青木久美子 | 小杉保夫     | 多田三洋   | 3:58  |
| 合計時間: | 合計時間:                                                                                    | 合計時間:  | 合計時間:    | 合計時間:  | 43:16 |

### ココ＆ナッツ 〜ふたりの王子〜
登場キャラクターのうち、ココ（小々田コージ）とナッツ（夏）の2人をメインに据えた企画アルバムの第1弾。2人のパルミエ王国時代のエピソードを描いたオリジナルドラマとそれぞれのソロ曲及びデュエット曲を収録。
ジャケットイラストはキャラクターデザイナーの川村敏江による描き下ろしで、初回特典としてジャケットイラストのステッカーを封入。
| #         | タイトル                                           | 作詞      | 作曲      | 編曲       | 時間  |
| --------- | -------------------------------------------------- | --------- | --------- | ---------- | ----- |
| 1.        | 「ドラマ『パルミエ王国のふたりの王子』」           |           |           |            | 20:34 |
| 2.        | 「ココとナッツのガチンコ３本勝負１『ボクシング』」 |           |           |            | 1:52  |
| 3.        | 「ココとナッツのガチンコ３本勝負２『ボーリング』」 |           |           |            | 1:17  |
| 4.        | 「しあわせのかたち」(歌：コージ（CV：草尾毅）)     | 只野菜摘  | 池田森    | 大石憲一郎 | 4:19  |
| 5.        | 「永遠につながる時」(歌：夏（CV:入野自由）)        | 只野菜摘  | 前田克樹  | 大石憲一郎 | 5:29  |
| 6.        | 「星の冠」(コージ＆夏（CV:草尾毅、入野自由）)      | 只野菜摘  | 浅田直    | 大石憲一郎 | 4:38  |
| 7.        | 「しあわせのかたち」(オリジナルカラオケ)           |           |           |            | 4:18  |
| 8.        | 「永遠につながる時」(オリジナルカラオケ)           |           |           |            | 5:29  |
| 9.        | 「星の冠」(オリジナルカラオケ)                     |           |           |            | 4:40  |
| 合計時間: | 合計時間:                                          | 合計時間: | 合計時間: | 合計時間:  | 52:36 |

### ココ＆ナッツ 〜先生と店長〜
ココとナッツの2人をメインに据えた企画アルバムの第2弾。2人の教師とナッツハウスの店長としてのエピソードを描いたオリジナルドラマとそれぞれのソロ曲及びデュエット曲を収録。
ジャケットイラストは前作に引き続き川村敏江による描き下ろしで、初回特典としてジャケットイラストのステッカーを封入。
| #         | タイトル                                               | 作詞      | 作曲      | 編曲       | 時間  |
| --------- | ------------------------------------------------------ | --------- | --------- | ---------- | ----- |
| 1.        | 「ドラマ『小々田先生とナッツ店長』」                   |           |           |            | 17:59 |
| 2.        | 「ココとナッツのガチンコ３本勝負３『フードファイト』」 |           |           |            | 1:17  |
| 3.        | 「ココとナッツのガチンコ３本勝負延長戦『魚釣り』」     |           |           |            | 1:57  |
| 4.        | 「jewel」(歌：夏（CV:入野自由）)                       | 只野菜摘  | 前田克樹  | 大石憲一郎 | 4:14  |
| 5.        | 「CREAM」(歌：コージ（CV：草尾毅）)                    | 只野菜摘  | 吉山隆之  | 大石憲一郎 | 4:41  |
| 6.        | 「TIME MACHINE」(コージ＆夏（CV:草尾毅、入野自由）)    | 只野菜摘  | 池田森    | 大石憲一郎 | 5:40  |
| 7.        | 「jewel」(オリジナルカラオケ)                          |           |           |            | 4:14  |
| 8.        | 「CREAM」(オリジナルカラオケ)                          |           |           |            | 4:41  |
| 9.        | 「TIME MACHINE」(オリジナルカラオケ)                   |           |           |            | 5:39  |
| 合計時間: | 合計時間:                                              | 合計時間: | 合計時間: | 合計時間:  | 50:22 |

### My dear friend〜プリキュアからの招待状〜
『Yes!プリキュア5GoGo!』初のボーカルアルバムで、オープニングテーマ・前期エンディングテーマ、メインキャラクター6人によるキャラクターソング、主題歌歌手によるイメージソングなど全11曲を収録。
初回封入特典として、ジャケットサイズ・ステッカーを封入。
| #         | タイトル                                                                         | 作詞       | 作曲         | 編曲                 | 時間  |
| --------- | -------------------------------------------------------------------------------- | ---------- | ------------ | -------------------- | ----- |
| 1.        | 「プリキュア5、フル・スロットル GO GO!」(歌：工藤真由 with ぷりきゅあ5)          | 只野菜摘   | 間瀬公司     | 家原正樹             | 4:02  |
| 2.        | 「グルグル・マジ？カル・パスポート」(歌：宮本佳那子)                             | 只野菜摘   | 押谷沙樹     | 岩切芳郎             | 3:45  |
| 3.        | 「リング・りん・リンク」(夢原のぞみ with 夏木りん（CV：三瓶由布子＆竹内順子）)   | 只野菜摘   | 岩切芳郎     | 岩切芳郎             | 4:38  |
| 4.        | 「ツイン・テールの魔法〜扉をあけはなして〜」(歌：春日野うらら（CV:伊瀬茉莉也）)  | 只野菜摘   | 前田克樹     | 籠島裕昌             | 3:45  |
| 5.        | 「Rose in rose」(歌：五條真由美)                                                 | 青木久美子 | 浅田直       | 神津裕之             | 5:02  |
| 6.        | 「ミルク・ミラクル・ミルキィ伝説」(歌：ミルキィローズ（CV:仙台エリ）)            | 只野菜摘   | 小杉保夫     | 神津裕之             | 3:45  |
| 7.        | 「My dear friend」(歌：うちやえゆか)                                             | 青木久美子 | Mayu         | 高木洋               | 4:23  |
| 8.        | 「Shine 5 Hearts」(歌：ぷりきゅあ5)                                              | 大森祥子   | 小杉保夫     | 高木洋               | 4:02  |
| 9.        | 「プリキュアからの招待状」(歌：工藤真由)                                         | 只野菜摘   | Silver Tabby | 関淳二郎             | 4:11  |
| 10.       | 「おかえりなさい」(歌：夏木りん with 夢原のぞみ（CV：三瓶由布子＆竹内順子）)     | 青木久美子 | 前田克樹     | 高木洋               | 4:08  |
| 11.       | 「手と手つないでハートもリンク!!」(歌：宮本佳那子、コーラス：ヤング・フレッシュ) | 青木久美子 | 岩切芳郎     | 籠島裕昌、亀山耕一郎 | 3:55  |
| 合計時間: | 合計時間:                                                                        | 合計時間:  | 合計時間:    | 合計時間:            | 45:36 |

### SWITCH ON!〜そして、世界は拡がっていく〜
『Yes!プリキュア5』のボーカルアルバム第2弾。オープニングテーマ・後期エンディングテーマ、メインキャラクター5人によるキャラクターソング、主題歌歌手によるイメージソングなど全11曲を収録。
初回封入特典として、ジャケットサイズ・ステッカーを封入。
| #         | タイトル                                                                                                  | 作詞         | 作曲         | 編曲       | 時間  |
| --------- | --- | ------------ | ------------ | ---------- | ----- |
| 1.        | 「プリキュア5、フル・スロットル GO GO!」(歌：工藤真由 with ぷりきゅあ5)                                   | 只野菜摘     | 間瀬公司     | 家原正樹   | 4:02  |
| 2.        | 「コドモノ時間」(歌：秋元こまち（CV：永野愛）＆水無月かれん（CV：前田愛）)                                | 只野菜摘     | 大石憲一郎   | 大石憲一郎 | 4:13  |
| 3.        | 「スマイル！」(宮本佳那子)                                                                                | 宮本佳那子   | 小杉保夫     | 高木洋     | 4:38  |
| 4.        | 「sound〜いつまでも これからも〜」(歌：五條真由美)                                                        | 五條真由美   | 浅田直       | 関淳二郎   | 3:55  |
| 5.        | 「シロップのドロップ」(歌：甘井シロー（CV：朴璐美）)                                                      | 只野菜摘     | 前田克樹     | 大石憲一郎 | 4:38  |
| 6.        | 「プリキュアモードにSWITCH ON!」(歌：キュア・カルテット)                                                  | 青木久美子   | 小杉保夫     | 籠島裕昌   | 4:28  |
| 7.        | 「たとえどんなに離れていても」(歌：工藤真由)                                                              | 工藤真由     | 前田克樹     | 関淳二郎   | 4:29  |
| 8.        | 「希望のかけら」(歌：うちやえゆか)                                                                        | うちやえゆか | 高取ヒデアキ | 神津裕之   | 4:46  |
| 9.        | 「そして、世界は拡がっていく」(歌：秋元こまち（CV：永野愛）＆水無月かれん（CV：前田愛）)                  | 青木久美子   | Mayu         | 大石憲一郎 | 4:27  |
| 10.       | 「ガンバランスdeダンス〜希望のリレー〜」(歌：キュア・カルテット)                                          | 青木久美子   | 小杉保夫     | 籠島裕昌   | 4:01  |
| 11.       | 「明日、花咲く。笑顔、咲く。」(歌：ぷりきゅあ5 plus くるみ（CV：仙台エリ）、コーラス：キュア・カルテット) | 青木久美子   | 小杉保夫     | 高木洋     | 5:36  |
| 合計時間: | 合計時間:                                                                                                 | 合計時間:    | 合計時間:    | 合計時間:  | 49:13 |

## ベスト・アルバム

### Yes!プリキュア5 ボーカルベスト!!
『Yes!プリキュア5』のこれまで発表された主題歌・挿入歌・キャラクターソングからセレクトし、さらにオープニングテーマのメインキャストカバーバージョンを新規収録した全16曲のベスト・アルバム。初回封入特典として、ジャケットイラストステッカーが同梱されている。
| #         | タイトル | 作詞       | 作曲         | 編曲                | 時間  |
| --------- | --- | ---------- | ------------ | ------------------- | ----- |
| 1.        | 「プリキュア5、スマイルgo go!」(歌：工藤真由、コーラス：ヤング・フレッシュ with mayumi&yuka)                       | 只野菜摘   | 岩切芳郎     | 家原正樹            | 3:55  |
| 2.        | 「もん！太陽ドリーム」(歌：夢原のぞみ（CV:三瓶由布子）)                                                            | 只野菜摘   | 岩切芳郎     | 岩切芳郎            | 4:25  |
| 3.        | 「オッケー・バトン」(歌：夢原のぞみ（CV：三瓶由布子）)                                                             | 只野菜摘   | 浅田直       | 池田森              | 4:50  |
| 4.        | 「リバーシブル」(歌：夏木りん（CV:竹内順子）)                                                                      | 青木久美子 | 前田克樹     | 大石憲一郎          | 3:41  |
| 5.        | 「情熱」(歌：夏木りん（CV:竹内順子）)                                                                              | 只野菜摘   | 池田森       | 池田森              | 3:40  |
| 6.        | 「とびっきり! 勇気の扉」(歌：春日野うらら（CV:伊瀬茉莉也）)                                                        | 只野菜摘   | 高取ヒデアキ | 籠島裕昌            | 4:03  |
| 7.        | 「夢みる女の子」(歌：春日野うらら（CV:伊瀬茉莉也）)                                                                | 青木久美子 | 鶴田勇気     | 鶴田勇気            | 4:38  |
| 8.        | 「キラキラしちゃって My True Love!」(歌：宮本佳那子)                                                               | 佐々木美和 | marhy        | 久保田光太郎、marhy | 3:55  |
| 9.        | 「グリーン・ノート」(歌：秋元こまち（CV：永野愛）)                                                                 | 只野菜摘   | 吉山隆之     | 神津裕之            | 3:48  |
| 10.       | 「信頼」(歌：秋元こまち（CV：永野愛）)                                                                             | 青木久美子 | 浅田直       | 大石憲一郎          | 5:27  |
| 11.       | 「Heavenly Blue」(歌：水無月かれん（CV：前田愛）)                                                                  | 青木久美子 | Mayu         | 大石憲一郎          | 4:40  |
| 12.       | 「きっと大丈夫」(歌：水無月かれん（CV：前田愛）)                                                                   | 只野菜摘   | 前田克樹     | 神津裕之            | 4:18  |
| 13.       | 「ガンバランスdeダンス 〜夢みる奇跡たち〜」(歌：宮本佳那子、コーラス：ぷりきゅあ5)                                 | 青木久美子 | 小杉保夫     | 多田三洋            | 3:58  |
| 14.       | 「TIME MACHINE」(コージ＆夏（CV:草尾毅、入野自由）)                                                                | 只野菜摘   | 池田森       | 大石憲一郎          | 5:40  |
| 15.       | 「星の冠」(コージ＆夏（CV:草尾毅、入野自由）)                                                                      | 只野菜摘   | 浅田直       | 大石憲一郎          | 4:38  |
| 16.       | 「プリキュア5、スマイルgo go!（ぷりきゅあ5Ver.）」(歌：ぷりきゅあ5、コーラス：ヤング・フレッシュ with mayumi&yuka) | 只野菜摘   | 岩切芳郎     | 家原正樹            | 3:55  |
| 合計時間: | 合計時間: | 合計時間:  | 合計時間:    | 合計時間:           | 69:31 |

### Yes!プリキュア5GoGo! ボーカルベスト!!
『Yes!プリキュア5GoGo!』のこれまで発表された主題歌・挿入歌・キャラクターソングからセレクトし、さらにオープニングテーマの歴代主題歌4人によるユニットキュア・カルテットがカバーしたバージョンを新規収録した全16曲のベスト・アルバム。初回封入特典として、ジャケットイラストステッカーが同梱されている。
| #         | タイトル                                                                                                  | 作詞       | 作曲       | 編曲                 | 時間  |
| --------- | --- | ---------- | ---------- | -------------------- | ----- |
| 1.        | 「プリキュア5、フル・スロットル GO GO!」(歌：工藤真由 with ぷりきゅあ5)                                   | 只野菜摘   | 間瀬公司   | 家原正樹             | 4:02  |
| 2.        | 「リング・りん・リンク」(夢原のぞみ with 夏木りん（CV：三瓶由布子＆竹内順子）)                            | 只野菜摘   | 岩切芳郎   | 岩切芳郎             | 4:38  |
| 3.        | 「おかえりなさい」(歌：夏木りん with 夢原のぞみ（CV：三瓶由布子＆竹内順子）)                              | 青木久美子 | 前田克樹   | 高木洋               | 4:08  |
| 4.        | 「ミルク・ミラクル・ミルキィ伝説」(歌：ミルキィローズ（CV:仙台エリ）)                                     | 只野菜摘   | 小杉保夫   | 神津裕之             | 3:45  |
| 5.        | 「ツイン・テールの魔法〜扉をあけはなして〜」(歌：春日野うらら（CV:伊瀬茉莉也）)                           | 只野菜摘   | 前田克樹   | 籠島裕昌             | 3:45  |
| 6.        | 「Shine 5 Hearts」(歌：ぷりきゅあ5)                                                                       | 大森祥子   | 小杉保夫   | 高木洋               | 4:02  |
| 7.        | 「Rose in rose」(歌：五條真由美)                                                                          | 青木久美子 | 浅田直     | 神津裕之             | 5:02  |
| 8.        | 「My dear friend」(歌：うちやえゆか)                                                                      | 青木久美子 | Mayu       | 高木洋               | 4:23  |
| 9.        | 「手と手つないでハートもリンク!!」(歌：宮本佳那子、コーラス：ヤング・フレッシュ)                          | 青木久美子 | 岩切芳郎   | 籠島裕昌、亀山耕一郎 | 3:55  |
| 10.       | 「たとえどんなに離れていても」(歌：工藤真由)                                                              | 工藤真由   | 前田克樹   | 関淳二郎             | 4:29  |
| 11.       | 「シロップのドロップ」(歌：甘井シロー（CV：朴璐美）)                                                      | 只野菜摘   | 前田克樹   | 大石憲一郎           | 4:38  |
| 12.       | 「コドモノ時間」(歌：秋元こまち（CV：永野愛）＆水無月かれん（CV：前田愛）)                                | 只野菜摘   | 大石憲一郎 | 大石憲一郎           | 4:13  |
| 13.       | 「そして、世界は拡がっていく」(歌：秋元こまち（CV：永野愛）＆水無月かれん（CV：前田愛）)                  | 青木久美子 | Mayu       | 大石憲一郎           | 4:27  |
| 14.       | 「ガンバランスdeダンス〜希望のリレー〜」(歌：キュア・カルテット)                                          | 青木久美子 | 小杉保夫   | 籠島裕昌             | 4:01  |
| 15.       | 「明日、花咲く。笑顔、咲く。」(歌：ぷりきゅあ5 plus くるみ（CV：仙台エリ）、コーラス：キュア・カルテット) | 青木久美子 | 小杉保夫   | 高木洋               | 5:36  |
| 16.       | 「プリキュア5、フル・スロットル GO GO!（キュア・カルテットVer.）」(歌：キュア・カルテット)                | 只野菜摘   | 間瀬公司   | 家原正樹             | 4:02  |
| 合計時間: | 合計時間:                                                                                                 | 合計時間:  | 合計時間:  | 合計時間:            | 69:06 |

### Yes!プリキュア5 メモリアルボーカルセレクション
CDの販売元がこれまでのジェネオン・ユニバーサル・エンターテイメント（現NBCユニバーサル・エンターテイメントジャパン）からソニー・ミュージックディストリビューション（現ソニー・ミュージックマーケティングユナイテッド、販売元としてはソニー・ミュージックソリューションズが承継）に変更になったのを受けて、改めて『Yes!プリキュア5』のこれまで発表された楽曲からセレクトし直した新版のベスト・アルバム。主題歌・挿入歌・キャラクターソング・イメージソング全16曲を収録。初回封入特典として、ジャケットイラストステッカーが同梱されている。
| #         | タイトル | 作詞         | 作曲         | 編曲                | 時間  |
| --------- | --- | ------------ | ------------ | ------------------- | ----- |
| 1.        | 「プリキュア5、スマイルgo go!」(歌：工藤真由、コーラス：ヤング・フレッシュ with mayumi&yuka)                       | 只野菜摘     | 岩切芳郎     | 家原正樹            | 3:55  |
| 2.        | 「メタモルフォーゼ 〜青春乙女LOVE&DREAM〜」(歌：ぷりきゅあ5)                                                       | うちやえゆか | 高木洋       | 高木洋              | 5:06  |
| 3.        | 「だぶるぴーす」(歌：宮本佳那子、コーラス：ヤング・フレッシュ)                                                     | 五條真由美   | うちやえゆか | 高木洋              | 3:25  |
| 4.        | 「笑ったら最強!!」(歌：工藤真由)                                                                                   | 青木久美子   | 間瀬公司     | 神津裕之            | 3:53  |
| 5.        | 「とびっきり! 勇気の扉(album ver.)」(歌：春日野うらら（CV:伊瀬茉莉也）)                                            | 只野菜摘     | 高取ヒデアキ | 籠島裕昌            | 4:03  |
| 6.        | 「キラキラしちゃって My True Love!」(歌：宮本佳那子)                                                               | 佐々木美和   | marhy        | 久保田光太郎、marhy | 3:55  |
| 7.        | 「1.2.シュート！ 〜Five Explosion〜」(歌：夢原のぞみ（CV：三瓶由布子）＆ぷりきゅあ5)                               | 只野菜摘     | 高取ヒデアキ | 籠島裕昌            | 4:31  |
| 8.        | 「Heavenly Blue」(歌：水無月かれん（CV：前田愛）)                                                                  | 青木久美子   | Mayu         | 大石憲一郎          | 4:40  |
| 9.        | 「信頼」(歌：秋元こまち（CV：永野愛）)                                                                             | 青木久美子   | 浅田直       | 大石憲一郎          | 5:27  |
| 10.       | 「情熱」(歌：夏木りん（CV:竹内順子）)                                                                              | 只野菜摘     | 池田森       | 池田森              | 3:40  |
| 11.       | 「夢みる女の子」(歌：春日野うらら（CV:伊瀬茉莉也）)                                                                | 青木久美子   | 鶴田勇気     | 鶴田勇気            | 4:38  |
| 12.       | 「オッケー・バトン」(歌：夢原のぞみ（CV：三瓶由布子）)                                                             | 只野菜摘     | 浅田直       | 池田森              | 4:50  |
| 13.       | 「プリキュアfly」(歌：工藤真由)                                                                                    | 只野菜摘     | 間瀬公司     | 神津裕之            | 4:15  |
| 14.       | 「ガンバランスdeダンス 〜夢みる奇跡たち〜」(歌：宮本佳那子、コーラス：ぷりきゅあ5)                                 | 青木久美子   | 小杉保夫     | 多田三洋            | 3:58  |
| 15.       | 「星の冠」(コージ＆夏（CV:草尾毅、入野自由）)                                                                      | 只野菜摘     | 浅田直       | 大石憲一郎          | 4:38  |
| 16.       | 「プリキュア5、スマイルgo go!（ぷりきゅあ5Ver.）」(歌：ぷりきゅあ5、コーラス：ヤング・フレッシュ with mayumi&yuka) | 只野菜摘     | 岩切芳郎     | 家原正樹            | 3:55  |
| 合計時間: | 合計時間: | 合計時間:    | 合計時間:    | 合計時間:           | 68:49 |

### Yes!プリキュア5GoGo! メモリアルボーカルセレクション
前掲の『Yes!プリキュア5GoGo! メモリアルボーカルセレクション』同様に販売元変更に伴う『Yes!プリキュア5GoGo!』のこれまで発表された楽曲から再セレクトした新版のベスト・アルバム。主題歌・挿入歌・キャラクターソング・イメージソング全16曲を収録。初回封入特典として、ジャケットイラストステッカーが同梱されている。
| #         | タイトル                                                                                                  | 作詞       | 作曲         | 編曲                 | 時間  |
| --------- | --- | ---------- | ------------ | -------------------- | ----- |
| 1.        | 「プリキュア5、フル・スロットル GO GO!」(歌：工藤真由 with ぷりきゅあ5)                                   | 只野菜摘   | 間瀬公司     | 家原正樹             | 4:02  |
| 2.        | 「Shine 5 Hearts」(歌：ぷりきゅあ5)                                                                       | 大森祥子   | 小杉保夫     | 高木洋               | 4:02  |
| 3.        | 「ミルク・ミラクル・ミルキィ伝説」(歌：ミルキィローズ（CV:仙台エリ）)                                     | 只野菜摘   | 小杉保夫     | 神津裕之             | 3:45  |
| 4.        | 「リング・りん・リンク」(夢原のぞみ with 夏木りん（CV：三瓶由布子＆竹内順子）)                            | 只野菜摘   | 岩切芳郎     | 岩切芳郎             | 4:38  |
| 5.        | 「ツイン・テールの魔法 (Single Version)」(歌：春日野うらら（CV:伊瀬茉莉也）)                              | 只野菜摘   | 前田克樹     | 籠島裕昌             | 3:45  |
| 6.        | 「おかえりなさい」(歌：夏木りん with 夢原のぞみ（CV：三瓶由布子＆竹内順子）)                              | 青木久美子 | 前田克樹     | 高木洋               | 4:08  |
| 7.        | 「コドモノ時間」(歌：秋元こまち（CV：永野愛）＆水無月かれん（CV：前田愛）)                                | 只野菜摘   | 大石憲一郎   | 大石憲一郎           | 4:13  |
| 8.        | 「手と手つないでハートもリンク!!」(歌：宮本佳那子、コーラス：ヤング・フレッシュ)                          | 青木久美子 | 岩切芳郎     | 籠島裕昌、亀山耕一郎 | 3:55  |
| 9.        | 「プリキュアモードにSWITCH ON!」(歌：キュア・カルテット)                                                  | 青木久美子 | 小杉保夫     | 籠島裕昌             | 4:28  |
| 10.       | 「プリキュアからの招待状」(歌：工藤真由)                                                                  | 只野菜摘   | Silver Tabby | 関淳二郎             | 4:11  |
| 11.       | 「おかえりなさい」(歌：夏木りん with 夢原のぞみ（CV：三瓶由布子＆竹内順子）)                              | 青木久美子 | 前田克樹     | 高木洋               | 4:08  |
| 12.       | 「スマイル！」(宮本佳那子)                                                                                | 宮本佳那子 | 小杉保夫     | 高木洋               | 4:38  |
| 13.       | 「そして、世界は拡がっていく」(歌：秋元こまち（CV：永野愛）＆水無月かれん（CV：前田愛）)                  | 青木久美子 | Mayu         | 大石憲一郎           | 4:27  |
| 14.       | 「ちいさな大きな贈りもの」(歌：コージ（CV：草尾毅）＆夏（CV：入野自由）)                                  | 只野菜摘   | 大石憲一郎   | 大石憲一郎           | 4:28  |
| 15.       | 「ガンバランスdeダンス〜希望のリレー〜」(歌：キュア・カルテット)                                          | 青木久美子 | 小杉保夫     | 籠島裕昌             | 4:01  |
| 16.       | 「明日、花咲く。笑顔、咲く。」(歌：ぷりきゅあ5 plus くるみ（CV：仙台エリ）、コーラス：キュア・カルテット) | 青木久美子 | 小杉保夫     | 高木洋               | 5:36  |
| 17.       | 「プリキュア5、フル・スロットル GO GO!（キュア・カルテットVer.）」(歌：キュア・カルテット)                | 只野菜摘   | 間瀬公司     | 家原正樹             | 4:02  |
| 合計時間: | 合計時間:                                                                                                 | 合計時間:  | 合計時間:    | 合計時間:            | 72:27 |

### Yes!プリキュア5 & Yes!プリキュア5GoGo! メモリアルアルバム
2021年3月20日公開の劇場版『映画 ヒーリングっど♥プリキュア ゆめのまちでキュン!っとGoGo!大変身!!』の公開にあわせる形でプリキュア5シリーズの主題歌・挿入歌・キャラクターソング・イメージソング・過去のCDの未収録曲を含むBGMを収録した2枚組ベスト・アルバム。付属ブックレットには主題歌歌手の工藤真由と宮本佳那子のコメント、サウンドトラックの構成を手がける腹巻猫による楽曲解説を収録。
| #         | タイトル                                                                                     | 作詞         | 作曲         | 編曲                | 時間  |
| --------- | -------------------------------------------------------------------------------------------- | ------------ | ------------ | ------------------- | ----- |
| 1.        | 「メタモルフォーゼ！」                                                                       |              | 佐藤直紀     |                     | 1:40  |
| 2.        | 「プリキュア5、スマイルgo go!」(歌：工藤真由、コーラス：ヤング・フレッシュ with mayumi&yuka) | 只野菜摘     | 岩切芳郎     | 家原正樹            | 3:57  |
| 3.        | 「メタモルフォーゼ 〜青春乙女LOVE&DREAM〜」(歌：ぷりきゅあ5)                                 | うちやえゆか | 高木洋       | 高木洋              | 5:06  |
| 4.        | 「5つの心！プリキュア5!!」                                                                   |              | 佐藤直紀     |                     | 1:31  |
| 5.        | 「乙女の力、受けてみなさい！」                                                               |              | 佐藤直紀     |                     | 1:38  |
| 6.        | 「もん！太陽ドリーム」(歌：夢原のぞみ（CV:三瓶由布子）)                                      | 只野菜摘     | 岩切芳郎     | 岩切芳郎            | 4:25  |
| 7.        | 「リバーシブル」(歌：夏木りん（CV:竹内順子）)                                                | 青木久美子   | 前田克樹     | 大石憲一郎          | 3:42  |
| 8.        | 「とびっきり! 勇気の扉」(歌：春日野うらら（CV:伊瀬茉莉也）)                                  | 只野菜摘     | 高取ヒデアキ | 籠島裕昌            | 4:04  |
| 9.        | 「サブタイトル」                                                                             |              | 佐藤直紀     |                     | 0:12  |
| 10.       | 「私の夢、けってーい!!」                                                                     |              | 佐藤直紀     |                     | 1:09  |
| 11.       | 「Yes!」                                                                                     |              | 佐藤直紀     |                     | 1:13  |
| 12.       | 「イケメン登場！」                                                                           |              |              |                     | 2:04  |
| 13.       | 「キラキラしちゃって My True Love!」(歌：宮本佳那子)                                         | 佐々木美和   | marhy        | 久保田光太郎、marhy | 3:07  |
| 14.       | 「見て見て見てね!!」(※初収録音源)                                                            |              | 岩切芳郎     |                     | 0:33  |
| 15.       | 「プリキュアキャッチ！」                                                                     |              | 佐藤直紀     |                     | 0:10  |
| 16.       | 「プリキュアキャッチ2!」                                                                     |              | 佐藤直紀     |                     | 0:12  |
| 17.       | 「信頼」(歌：秋元こまち（CV：永野愛）)                                                       | 青木久美子   | 浅田直       | 大石憲一郎          | 5:29  |
| 18.       | 「Heavenly Blue」(歌：水無月かれん（CV：前田愛）)                                            | 青木久美子   | Mayu         | 大石憲一郎          | 4:42  |
| 19.       | 「星の冠」(コージ＆夏（CV：草尾毅、入野自由）)                                               | 只野菜摘     | 浅田直       | 大石憲一郎          | 4:38  |
| 20.       | 「闇からの使者」                                                                             |              | 佐藤直紀     |                     | 1:07  |
| 21.       | 「コワイナー出現！」(Alternate version ※初収録音源)                                          |              | 佐藤直紀     |                     | 2:03  |
| 22.       | 「プリキュアの敗北」(Alternate version ※初収録音源)                                          |              | 佐藤直紀     |                     | 1:59  |
| 23.       | 「女帝デスパライア」(Alternate version ※初収録音源)                                          |              | 佐藤直紀     |                     | 1:37  |
| 24.       | 「プリキュアfly」(歌：工藤真由)                                                              | 只野菜摘     | 間瀬公司     | 神津裕之            | 4:15  |
| 25.       | 「1.2.シュート！ 〜Five Explosion〜」(歌：夢原のぞみ（CV：三瓶由布子）＆ぷりきゅあ5)         | 只野菜摘     | 高取ヒデアキ | 籠島裕昌            | 4:34  |
| 26.       | 「信じる仲間とともに」                                                                       |              | 佐藤直紀     |                     | 1:20  |
| 27.       | 「プリキュア・ファイブ・エクスプロージョン！」                                               |              | 佐藤直紀     |                     | 1:37  |
| 28.       | 「希望の絆」                                                                                 |              | 佐藤直紀     |                     | 1:49  |
| 29.       | 「思いは空を超えて」                                                                         |              |              |                     | 1:48  |
| 30.       | 「ガンバランスdeダンス 〜夢みる奇跡たち〜」(歌：宮本佳那子、コーラス：ぷりきゅあ5)           | 青木久美子   | 小杉保夫     | 多田三洋            | 3:57  |
| 合計時間: | 合計時間:                                                                                    | 合計時間:    | 合計時間:    | 合計時間:           | 75:38 |

| #         | タイトル                                                                                                  | 作詞       | 作曲         | 編曲                 | 時間  |
| --------- | --- | ---------- | ------------ | -------------------- | ----- |
| 1.        | 「メタモルフォーゼ！ GoGo!!」                                                                             |            | 佐藤直紀     |                      | 1:31  |
| 2.        | 「プリキュア5、フル・スロットル GO GO!」(歌：工藤真由 with ぷりきゅあ5)                                   | 只野菜摘   | 間瀬公司     | 家原正樹             | 4:04  |
| 3.        | 「Shine 5 Hearts」(歌：ぷりきゅあ5)                                                                       | 大森祥子   | 小杉保夫     | 高木洋               | 4:03  |
| 4.        | 「勇躍！プリキュア5!」                                                                                    |            | 佐藤直紀     |                      | 1:33  |
| 5.        | 「スカイローズトランスレイト！」                                                                          |            | 佐藤直紀     |                      | 0:37  |
| 6.        | 「颯爽！ミルキィローズ」                                                                                  |            | 佐藤直紀     |                      | 1:04  |
| 7.        | 「ミルク・ミラクル・ミルキィ伝説」(歌：ミルキィローズ（CV:仙台エリ）)                                     | 只野菜摘   | 小杉保夫     | 神津裕之             | 3:45  |
| 8.        | 「おかえりなさい」(歌：夏木りん with 夢原のぞみ（CV：三瓶由布子＆竹内順子）)                              | 青木久美子 | 前田克樹     | 高木洋               | 4:07  |
| 9.        | 「ツイン・テールの魔法〜扉をあけはなして〜」(歌：春日野うらら（CV:伊瀬茉莉也）)                           | 只野菜摘   | 前田克樹     | 籠島裕昌             | 3:45  |
| 10.       | 「サブタイトル」                                                                                          |            | 佐藤直紀     |                      | 0:12  |
| 11.       | 「かがやく日々」                                                                                          |            | 佐藤直紀     |                      | 1:11  |
| 12.       | 「仲間を迎えて」                                                                                          |            | 佐藤直紀     |                      | 1:20  |
| 13.       | 「シロップ空を行く」                                                                                      |            | 佐藤直紀     |                      | 1:39  |
| 14.       | 「手と手つないでハートもリンク!!」(歌：宮本佳那子、コーラス：ヤング・フレッシュ)                          | 青木久美子 | 岩切芳郎     | 籠島裕昌、亀山耕一郎 | 3:58  |
| 15.       | 「アイキャッチ」                                                                                          |            | 佐藤直紀     |                      | 0:09  |
| 16.       | 「闇の博物館」                                                                                            |            | 佐藤直紀     |                      | 2:08  |
| 17.       | 「館長の秘密」(Alternate version ※初収録音源)                                                             |            | 佐藤直紀     |                      | 1:35  |
| 18.       | 「エターナル襲撃」                                                                                        |            | 佐藤直紀     |                      | 1:25  |
| 19.       | 「プリキュアからの招待状」(歌：工藤真由)                                                                  | 只野菜摘   | Silver Tabby | 関淳二郎             | 4:11  |
| 20.       | 「プリキュアモードにSWITCH ON!」(歌：キュア・カルテット)                                                  | 青木久美子 | 小杉保夫     | 籠島裕昌             | 4:31  |
| 21.       | 「輝くキュアフルーレ！」                                                                                  |            | 佐藤直紀     |                      | 1:28  |
| 22.       | 「ミルキィローズ・メタルブリザード！」                                                                    |            | 佐藤直紀     |                      | 1:41  |
| 23.       | 「シロップのドロップ」(歌：甘井シロー（CV：朴璐美）)                                                      | 只野菜摘   | 前田克樹     | 大石憲一郎           | 4:41  |
| 24.       | 「そして、世界は拡がっていく」(歌：秋元こまち（CV：永野愛）＆水無月かれん（CV：前田愛）)                  | 青木久美子 | Mayu         | 大石憲一郎           | 4:30  |
| 25.       | 「折れた心」(Alternate version ※初収録音源)                                                               |            | 佐藤直紀     |                      | 1:37  |
| 26.       | 「この手をはなさない」                                                                                    |            | 佐藤直紀     |                      | 1:44  |
| 27.       | 「奇跡を呼ぶバラ」                                                                                        |            | 佐藤直紀     |                      | 1:26  |
| 28.       | 「キュアローズガーデン」                                                                                  |            | 佐藤直紀     |                      | 1:53  |
| 29.       | 「明日、花咲く。笑顔、咲く。」(歌：ぷりきゅあ5 plus くるみ（CV：仙台エリ）、コーラス：キュア・カルテット) | 青木久美子 | 小杉保夫     | 高木洋               | 5:36  |
| 30.       | 「ガンバランスdeダンス〜希望のリレー〜」(歌：キュア・カルテット)                                          | 青木久美子 | 小杉保夫     | 籠島裕昌             | 3:59  |
| 合計時間: | 合計時間:                                                                                                 | 合計時間:  | 合計時間:    | 合計時間:            | 75:23 |

## サウンドトラック

### プリキュア5テレビシリーズ1
ABCテレビ・テレビ朝日系放送テレビアニメ『Yes!プリキュア5』のオリジナル・サウンドトラック第1弾。
収録されている全36曲のBGMは佐藤直紀が制作を担当。あわせて主題歌のテレビサイズ・バージョンを収録。初回限定特典としてジャケットサイズ・ステッカーを封入。
| 全作曲: 佐藤直紀（#2、#38を除く）。 |                                               |       |                            |      |
| #                                   | タイトル                                      | 作詞  | 作曲・編曲                 | 時間 |
| 1.                                  | 「プリキュアキャッチ！」                      |       | 佐藤直紀 （#2、#38を除く） | 0:11 |
| 2.                                  | 「プリキュア5、スマイルgo go!」(TV size)      |       | 佐藤直紀 （#2、#38を除く） | 1:27 |
| 3.                                  | 「サンクルミエール学園」                      |       | 佐藤直紀 （#2、#38を除く） | 1:19 |
| 4.                                  | 「サブタイトル」                              |       | 佐藤直紀 （#2、#38を除く） | 0:13 |
| 5.                                  | 「のぞみのテーマ」                            |       | 佐藤直紀 （#2、#38を除く） | 1:32 |
| 6.                                  | 「青春は大忙し！」                            |       | 佐藤直紀 （#2、#38を除く） | 1:29 |
| 7.                                  | 「りんのテーマ」                              |       | 佐藤直紀 （#2、#38を除く） | 1:52 |
| 8.                                  | 「不思議な予感」                              |       | 佐藤直紀 （#2、#38を除く） | 1:22 |
| 9.                                  | 「うららのテーマ」                            |       | 佐藤直紀 （#2、#38を除く） | 1:22 |
| 10.                                 | 「センチメンタル」                            |       | 佐藤直紀 （#2、#38を除く） | 2:02 |
| 11.                                 | 「こまちのテーマ」                            |       | 佐藤直紀 （#2、#38を除く） | 2:02 |
| 12.                                 | 「迷う心」                                    |       | 佐藤直紀 （#2、#38を除く） | 1:09 |
| 13.                                 | 「かれんのテーマ」                            |       | 佐藤直紀 （#2、#38を除く） | 1:38 |
| 14.                                 | 「忍び寄る影」                                |       | 佐藤直紀 （#2、#38を除く） | 1:10 |
| 15.                                 | 「決意」                                      |       | 佐藤直紀 （#2、#38を除く） | 1:21 |
| 16.                                 | 「メタモルフォーゼ！」                        |       | 佐藤直紀 （#2、#38を除く） | 1:39 |
| 17.                                 | 「5つの心！プリキュア5!!」                    |       | 佐藤直紀 （#2、#38を除く） | 1:32 |
| 18.                                 | 「希望の絆」                                  |       | 佐藤直紀 （#2、#38を除く） | 1:49 |
| 19.                                 | 「プリキュアキャッチ2!」                      |       | 佐藤直紀 （#2、#38を除く） | 0:11 |
| 20.                                 | 「ナイトメア」                                |       | 佐藤直紀 （#2、#38を除く） | 1:54 |
| 21.                                 | 「不安な夢」                                  |       | 佐藤直紀 （#2、#38を除く） | 1:34 |
| 22.                                 | 「パルミエ王国」                              |       | 佐藤直紀 （#2、#38を除く） | 1:59 |
| 23.                                 | 「花咲く乙女たち」                            |       | 佐藤直紀 （#2、#38を除く） | 1:32 |
| 24.                                 | 「気になる気になる〜？」                      |       | 佐藤直紀 （#2、#38を除く） | 1:25 |
| 25.                                 | 「ココ＆ナッツのテーマ」                      |       | 佐藤直紀 （#2、#38を除く） | 1:33 |
| 26.                                 | 「ピンキーキャッチュ」                        |       | 佐藤直紀 （#2、#38を除く） | 0:19 |
| 27.                                 | 「ドリームコレット」                          |       | 佐藤直紀 （#2、#38を除く） | 1:08 |
| 28.                                 | 「運命の出会い!?」                            |       | 佐藤直紀 （#2、#38を除く） | 1:37 |
| 29.                                 | 「イケメン登場！」                            |       | 佐藤直紀 （#2、#38を除く） | 2:08 |
| 30.                                 | 「私の夢、けってーい!!」                      |       | 佐藤直紀 （#2、#38を除く） | 1:10 |
| 31.                                 | 「闇からの使者」                              |       | 佐藤直紀 （#2、#38を除く） | 1:07 |
| 32.                                 | 「コワイナー出現！」                          |       | 佐藤直紀 （#2、#38を除く） | 2:03 |
| 33.                                 | 「激闘」                                      |       | 佐藤直紀 （#2、#38を除く） | 1:39 |
| 34.                                 | 「危機」                                      |       | 佐藤直紀 （#2、#38を除く） | 0:46 |
| 35.                                 | 「乙女の力、受けてみなさい！」                |       | 佐藤直紀 （#2、#38を除く） | 1:37 |
| 36.                                 | 「あなたの夢がかなうまで」                    |       | 佐藤直紀 （#2、#38を除く） | 1:42 |
| 37.                                 | 「Yes!」                                      |       | 佐藤直紀 （#2、#38を除く） | 1:42 |
| 38.                                 | 「キラキラしちゃって My True Love!」(TV size) |       | 佐藤直紀 （#2、#38を除く） | 1:30 |
| 合計時間:                           | 合計時間:                                     | 53:45 |                            |      |

### プリキュア5テレビシリーズ2
ABCテレビ・テレビ朝日系放送テレビアニメ『Yes!プリキュア5』のオリジナル・サウンドトラック第2弾。
収録されている全28曲のBGMは佐藤直紀が制作を担当。あわせて主題歌・挿入歌のテレビサイズ・バージョンやインストゥルメンタル・バージョンを収録。初回限定特典としてジャケットサイズ・ステッカーを封入。
| 全作曲: 佐藤直紀（#2、#15、#22、#26、#33を除く）。 |                                                            |       |                                           |      |
| #                                                  | タイトル                                                   | 作詞  | 作曲・編曲                                | 時間 |
| 1.                                                 | 「まどろみ」                                               |       | 佐藤直紀 （#2、#15、#22、#26、#33を除く） | 1:16 |
| 2.                                                 | 「プリキュア5、スマイルgo go!」(TV size)                   |       | 佐藤直紀 （#2、#15、#22、#26、#33を除く） | 1:26 |
| 3.                                                 | 「恋心」                                                   |       | 佐藤直紀 （#2、#15、#22、#26、#33を除く） | 1:26 |
| 4.                                                 | 「デスパライアの罠」                                       |       | 佐藤直紀 （#2、#15、#22、#26、#33を除く） | 1:59 |
| 5.                                                 | 「闇の策謀」                                               |       | 佐藤直紀 （#2、#15、#22、#26、#33を除く） | 1:17 |
| 6.                                                 | 「絶望の仮面」                                             |       | 佐藤直紀 （#2、#15、#22、#26、#33を除く） | 1:06 |
| 7.                                                 | 「女帝デスパライア」                                       |       | 佐藤直紀 （#2、#15、#22、#26、#33を除く） | 1:39 |
| 8.                                                 | 「プリキュアの敗北」                                       |       | 佐藤直紀 （#2、#15、#22、#26、#33を除く） | 2:00 |
| 9.                                                 | 「新たな力」                                               |       | 佐藤直紀 （#2、#15、#22、#26、#33を除く） | 1:36 |
| 10.                                                | 「戦闘開始」                                               |       | 佐藤直紀 （#2、#15、#22、#26、#33を除く） | 2:18 |
| 11.                                                | 「劣勢からの逆転」                                         |       | 佐藤直紀 （#2、#15、#22、#26、#33を除く） | 2:21 |
| 12.                                                | 「ほほえみ」                                               |       | 佐藤直紀 （#2、#15、#22、#26、#33を除く） | 1:07 |
| 13.                                                | 「いとしい日々」                                           |       | 佐藤直紀 （#2、#15、#22、#26、#33を除く） | 1:27 |
| 14.                                                | 「夢見る少女たち」                                         |       | 佐藤直紀 （#2、#15、#22、#26、#33を除く） | 2:00 |
| 15.                                                | 「とびっきり! 勇気の扉」(Short version)                    |       | 佐藤直紀 （#2、#15、#22、#26、#33を除く） | 1:58 |
| 16.                                                | 「ナッツハウスの昼下がり」                                 |       | 佐藤直紀 （#2、#15、#22、#26、#33を除く） | 2:08 |
| 17.                                                | 「ミルクのテーマ」                                         |       | 佐藤直紀 （#2、#15、#22、#26、#33を除く） | 1:28 |
| 18.                                                | 「大あわて」                                               |       | 佐藤直紀 （#2、#15、#22、#26、#33を除く） | 1:26 |
| 19.                                                | 「誰もいない放課後」                                       |       | 佐藤直紀 （#2、#15、#22、#26、#33を除く） | 1:13 |
| 20.                                                | 「言い出せなくて」                                         |       | 佐藤直紀 （#2、#15、#22、#26、#33を除く） | 1:13 |
| 21.                                                | 「悲しみ」                                                 |       | 佐藤直紀 （#2、#15、#22、#26、#33を除く） | 1:38 |
| 22.                                                | 「キラキラしちゃって My True Love!」(Instrumental version) |       | 佐藤直紀 （#2、#15、#22、#26、#33を除く） | 1:33 |
| 23.                                                | 「追憶のパルミエ帝国」                                     |       | 佐藤直紀 （#2、#15、#22、#26、#33を除く） | 1:51 |
| 24.                                                | 「悪夢の襲来」                                             |       | 佐藤直紀 （#2、#15、#22、#26、#33を除く） | 2:27 |
| 25.                                                | 「メタモルフォーゼ！」(Short version)                      |       | 佐藤直紀 （#2、#15、#22、#26、#33を除く） | 1:33 |
| 26.                                                | 「プリキュア5、スマイル go go!」(Instrumental version)     |       | 佐藤直紀 （#2、#15、#22、#26、#33を除く） | 1:36 |
| 27.                                                | 「ナイトメア猛攻」                                         |       | 佐藤直紀 （#2、#15、#22、#26、#33を除く） | 1:15 |
| 28.                                                | 「信じる仲間とともに」                                     |       | 佐藤直紀 （#2、#15、#22、#26、#33を除く） | 1:20 |
| 29.                                                | 「プリキュア・ファイブ・エクスプロージョン！」             |       | 佐藤直紀 （#2、#15、#22、#26、#33を除く） | 1:38 |
| 30.                                                | 「思いは空を超えて」                                       |       | 佐藤直紀 （#2、#15、#22、#26、#33を除く） | 1:48 |
| 31.                                                | 「心はひとつ」                                             |       | 佐藤直紀 （#2、#15、#22、#26、#33を除く） | 1:44 |
| 32.                                                | 「華麗なるプリキュア」                                     |       | 佐藤直紀 （#2、#15、#22、#26、#33を除く） | 2:11 |
| 33.                                                | 「ガンバランスdeダンス 〜夢みる奇跡たち〜」(TV size)       |       | 佐藤直紀 （#2、#15、#22、#26、#33を除く） | 1:30 |
| 合計時間:                                          | 合計時間:                                                  | 54:28 |                                           |      |

### 映画プリキュア5
2007年11月10日公開の劇場版『映画 Yes!プリキュア5 鏡の国のミラクル大冒険!』のオリジナル・サウンドトラック。収録されている全26曲のBGMは佐藤直紀が制作を担当。あわせて主題歌の映画サイズ・バージョンを収録。初回限定特典としてジャケットサイズ・ステッカーを封入。
| 全作曲: 佐藤直紀（#3、#26を除く）。 |                                                          |       |                            |      |
| #                                   | タイトル                                                 | 作詞  | 作曲・編曲                 | 時間 |
| 1.                                  | 「シャドウのたくらみ」                                   |       | 佐藤直紀 （#3、#26を除く） | 1:28 |
| 2.                                  | 「プリンセスランドへGo!」                                |       | 佐藤直紀 （#3、#26を除く） | 1:32 |
| 3.                                  | 「プリキュア5、スマイルgo go!」(映画version)             |       | 佐藤直紀 （#3、#26を除く） | 1:27 |
| 4.                                  | 「プリンセスランド」                                     |       | 佐藤直紀 （#3、#26を除く） | 1:09 |
| 5.                                  | 「合わせて鏡は危険」                                     |       | 佐藤直紀 （#3、#26を除く） | 1:23 |
| 6.                                  | 「とらわれる2人」                                        |       | 佐藤直紀 （#3、#26を除く） | 1:10 |
| 7.                                  | 「ココじゃない!?」                                       |       | 佐藤直紀 （#3、#26を除く） | 1:34 |
| 8.                                  | 「コワイナーの仮面」                                     |       | 佐藤直紀 （#3、#26を除く） | 1:07 |
| 9.                                  | 「プリキュア・メタモルフォーゼ！」                       |       | 佐藤直紀 （#3、#26を除く） | 1:39 |
| 10.                                 | 「戦闘開始」                                             |       | 佐藤直紀 （#3、#26を除く） | 2:18 |
| 11.                                 | 「闇のプリキュアよ集え」                                 |       | 佐藤直紀 （#3、#26を除く） | 1:54 |
| 12.                                 | 「乙女の力、受けてみなさい！」                           |       | 佐藤直紀 （#3、#26を除く） | 1:37 |
| 13.                                 | 「光を奪われた国」                                       |       | 佐藤直紀 （#3、#26を除く） | 1:09 |
| 14.                                 | 「シャドウ登場」                                         |       | 佐藤直紀 （#3、#26を除く） | 1:28 |
| 15.                                 | 「ダークプリキュア現る」                                 |       | 佐藤直紀 （#3、#26を除く） | 1:09 |
| 16.                                 | 「プリキュア対プリキュア」                               |       | 佐藤直紀 （#3、#26を除く） | 1:39 |
| 17.                                 | 「ピンチのプリキュア」                                   |       | 佐藤直紀 （#3、#26を除く） | 0:51 |
| 18.                                 | 「昨日の私を超えていく」                                 |       | 佐藤直紀 （#3、#26を除く） | 2:54 |
| 19.                                 | 「影との戦い」                                           |       | 佐藤直紀 （#3、#26を除く） | 6:19 |
| 20.                                 | 「シャドウの脅威」                                       |       | 佐藤直紀 （#3、#26を除く） | 2:27 |
| 21.                                 | 「大好き…」                                              |       | 佐藤直紀 （#3、#26を除く） | 2:02 |
| 22.                                 | 「巨大シャドウ出現」                                     |       | 佐藤直紀 （#3、#26を除く） | 1:11 |
| 23.                                 | 「ミラクルライトよ！勇気を力に」                         |       | 佐藤直紀 （#3、#26を除く） | 2:19 |
| 24.                                 | 「スーパー・プリキュア・ファイブ・エクスプロージョン！」 |       | 佐藤直紀 （#3、#26を除く） | 2:18 |
| 25.                                 | 「思い出」                                               |       | 佐藤直紀 （#3、#26を除く） | 2:00 |
| 26.                                 | 「ガンバランスdeダンス 〜夢みる奇跡たち〜」(映画version) |       | 佐藤直紀 （#3、#26を除く） | 1:30 |
| 合計時間:                           | 合計時間:                                                | 47:34 |                            |      |

### 5GoGo!テレビシリーズ1
ABCテレビ・テレビ朝日系放送テレビアニメ『Yes!プリキュア5GoGo!』のオリジナル・サウンドトラック第1弾。
収録されている全27曲のBGMは佐藤直紀が制作を担当。あわせて主題歌のテレビサイズ・バージョンを収録。初回限定特典としてジャケットサイズ・ステッカーを封入。
| 全作曲: 佐藤直紀（#2、#28を除く）。 |                                                   |       |                            |      |
| #                                   | タイトル                                          | 作詞  | 作曲・編曲                 | 時間 |
| 1.                                  | 「五つの光ふたたび」                              |       | 佐藤直紀 （#2、#28を除く） | 1:13 |
| 2.                                  | 「プリキュア5、フル・スロットル GO GO!」(TV size) |       | 佐藤直紀 （#2、#28を除く） | 1:27 |
| 3.                                  | 「カフェテラスにて」                              |       | 佐藤直紀 （#2、#28を除く） | 1:19 |
| 4.                                  | 「サブタイトル」                                  |       | 佐藤直紀 （#2、#28を除く） | 0:13 |
| 5.                                  | 「闇の博物館」                                    |       | 佐藤直紀 （#2、#28を除く） | 2:09 |
| 6.                                  | 「くるみのテーマ」                                |       | 佐藤直紀 （#2、#28を除く） | 1:32 |
| 7.                                  | 「新たな敵の影」                                  |       | 佐藤直紀 （#2、#28を除く） | 1:49 |
| 8.                                  | 「迫る魔手」                                      |       | 佐藤直紀 （#2、#28を除く） | 1:20 |
| 9.                                  | 「バラの力を胸に」                                |       | 佐藤直紀 （#2、#28を除く） | 1:19 |
| 10.                                 | 「スカイローズトランスレイト！」                  |       | 佐藤直紀 （#2、#28を除く） | 0:37 |
| 11.                                 | 「颯爽！ミルキィローズ」                          |       | 佐藤直紀 （#2、#28を除く） | 1:02 |
| 12.                                 | 「仲間を迎えて」                                  |       | 佐藤直紀 （#2、#28を除く） | 1:20 |
| 13.                                 | 「キュアローズガーデン」                          |       | 佐藤直紀 （#2、#28を除く） | 1:52 |
| 14.                                 | 「シロップとメルポ」                              |       | 佐藤直紀 （#2、#28を除く） | 1:43 |
| 15.                                 | 「国王の力、目覚める」                            |       | 佐藤直紀 （#2、#28を除く） | 1:38 |
| 16.                                 | 「アイキャッチ」                                  |       | 佐藤直紀 （#2、#28を除く） | 0:09 |
| 17.                                 | 「シロップのテーマ」                              |       | 佐藤直紀 （#2、#28を除く） | 1:59 |
| 18.                                 | 「シロップ空を行く」                              |       | 佐藤直紀 （#2、#28を除く） | 1:38 |
| 19.                                 | 「バラの伝説」                                    |       | 佐藤直紀 （#2、#28を除く） | 1:30 |
| 20.                                 | 「大切なものは…」                                 |       | 佐藤直紀 （#2、#28を除く） | 1:53 |
| 21.                                 | 「仮面の館長」                                    |       | 佐藤直紀 （#2、#28を除く） | 1:37 |
| 22.                                 | 「エターナル襲撃」                                |       | 佐藤直紀 （#2、#28を除く） | 1:24 |
| 23.                                 | 「メタモルフォーゼ！ GoGo!!」                     |       | 佐藤直紀 （#2、#28を除く） | 1:31 |
| 24.                                 | 「大空の追撃」                                    |       | 佐藤直紀 （#2、#28を除く） | 1:22 |
| 25.                                 | 「勇躍！プリキュア5!」                            |       | 佐藤直紀 （#2、#28を除く） | 1:34 |
| 26.                                 | 「この手をはなさない」                            |       | 佐藤直紀 （#2、#28を除く） | 1:26 |
| 27.                                 | 「かがやく日々」                                  |       | 佐藤直紀 （#2、#28を除く） | 1:11 |
| 28.                                 | 「手と手つないでハートもリンク!!」(TV size)       |       | 佐藤直紀 （#2、#28を除く） | 1:32 |
| 29.                                 | 「見て見て見てね！」                              |       | 佐藤直紀 （#2、#28を除く） | 0:32 |
| 合計時間:                           | 合計時間:                                         | 39:51 |                            |      |

### 映画5GoGo!
2008年11月8日公開の劇場版『映画 Yes!プリキュア5GoGo! お菓子の国のハッピーバースディ♪』のオリジナル・サウンドトラック。収録されている全26曲のBGMは佐藤直紀が制作を担当。あわせて主題歌の映画サイズ・バージョンを収録。初回限定特典としてジャケットサイズ・ステッカーを封入。
| 全作曲: 佐藤直紀（#5、#32を除く）。 |                                                       |       |                            |      |
| #                                   | タイトル                                              | 作詞  | 作曲・編曲                 | 時間 |
| 1.                                  | 「眠り姫」                                            |       | 佐藤直紀 （#5、#32を除く） | 2:25 |
| 2.                                  | 「チョコラのテーマ」                                  |       | 佐藤直紀 （#5、#32を除く） | 0:52 |
| 3.                                  | 「お菓子の国へレッツゴー！」                          |       | 佐藤直紀 （#5、#32を除く） | 1:54 |
| 4.                                  | 「闇の動揺」                                          |       | 佐藤直紀 （#5、#32を除く） | 1:13 |
| 5.                                  | 「プリキュア5、フル・スロットル GO GO!」(映画version) |       | 佐藤直紀 （#5、#32を除く） | 1:27 |
| 6.                                  | 「お菓子の国は素敵だな」                              |       | 佐藤直紀 （#5、#32を除く） | 1:18 |
| 7.                                  | 「食べても食べても」                                  |       | 佐藤直紀 （#5、#32を除く） | 1:09 |
| 8.                                  | 「たくらみ」                                          |       | 佐藤直紀 （#5、#32を除く） | 1:21 |
| 9.                                  | 「罠におちる5人」                                     |       | 佐藤直紀 （#5、#32を除く） | 1:15 |
| 10.                                 | 「悪の女王」                                          |       | 佐藤直紀 （#5、#32を除く） | 1:49 |
| 11.                                 | 「仮面ココ登場」                                      |       | 佐藤直紀 （#5、#32を除く） | 0:50 |
| 12.                                 | 「プリキュア・メタモルフォーゼ！」                    |       | 佐藤直紀 （#5、#32を除く） | 1:31 |
| 13.                                 | 「窮地に立つプリキュア」                              |       | 佐藤直紀 （#5、#32を除く） | 1:38 |
| 14.                                 | 「仮面ココ対ドリーム」                                |       | 佐藤直紀 （#5、#32を除く） | 0:51 |
| 15.                                 | 「チョコラの気持ち」                                  |       | 佐藤直紀 （#5、#32を除く） | 1:53 |
| 16.                                 | 「ケーキ城上空戦」                                    |       | 佐藤直紀 （#5、#32を除く） | 1:22 |
| 17.                                 | 「悲愴な決意と戦い」                                  |       | 佐藤直紀 （#5、#32を除く） | 1:30 |
| 18.                                 | 「復活のプリキュア」                                  |       | 佐藤直紀 （#5、#32を除く） | 0:47 |
| 19.                                 | 「みんなの笑顔を守るため」                            |       | 佐藤直紀 （#5、#32を除く） | 3:24 |
| 20.                                 | 「わが名はムシバーン」                                |       | 佐藤直紀 （#5、#32を除く） | 1:41 |
| 21.                                 | 「私を思い出して！」                                  |       | 佐藤直紀 （#5、#32を除く） | 0:58 |
| 22.                                 | 「ドリームの愛」                                      |       | 佐藤直紀 （#5、#32を除く） | 1:23 |
| 23.                                 | 「スカイローズ・トランスレート！」                    |       | 佐藤直紀 （#5、#32を除く） | 0:37 |
| 24.                                 | 「ミルキィローズ対ムシバーン」                        |       | 佐藤直紀 （#5、#32を除く） | 1:37 |
| 25.                                 | 「ミルキィローズ・メタルブリザード！」                |       | 佐藤直紀 （#5、#32を除く） | 1:41 |
| 26.                                 | 「デザート女王の心」                                  |       | 佐藤直紀 （#5、#32を除く） | 1:41 |
| 27.                                 | 「ムシバーンの怒り〜絶望の塔〜」                      |       | 佐藤直紀 （#5、#32を除く） | 2:45 |
| 28.                                 | 「決戦！プリキュア5対ムシバーン」                     |       | 佐藤直紀 （#5、#32を除く） | 1:15 |
| 29.                                 | 「ミラクルライトに願いを」                            |       | 佐藤直紀 （#5、#32を除く） | 2:19 |
| 30.                                 | 「輝く希望 シャイニングドリーム」                     |       | 佐藤直紀 （#5、#32を除く） | 1:49 |
| 31.                                 | 「光の中に」                                          |       | 佐藤直紀 （#5、#32を除く） | 1:39 |
| 32.                                 | 「Birthday Party」(映画version)                       |       | 佐藤直紀 （#5、#32を除く） | 1:31 |
| 合計時間:                           | 合計時間:                                             | 49:25 |                            |      |

### 5GoGo!テレビシリーズ2
ABCテレビ・テレビ朝日系放送テレビアニメ『Yes!プリキュア5GoGo!』のオリジナル・サウンドトラック第1弾。
収録されている全20曲のBGMは佐藤直紀が制作を担当。あわせて主題歌・挿入歌のテレビサイズ・バージョンやインストゥルメンタル・バージョン、ボーナス・トラックとして短編映画『ちょ〜短編 プリキュアオールスターズ GoGoドリームライブ』の主題歌を収録。初回限定特典としてジャケットサイズ・ステッカーを封入。
| 全作曲: 佐藤直紀（#2、#28を除く）。 |                                                                |       |                            |      |
| #                                   | タイトル                                                       | 作詞  | 作曲・編曲                 | 時間 |
| 1.                                  | 「プリキュア大都会に現る！」                                   |       | 佐藤直紀 （#2、#28を除く） | 1:18 |
| 2.                                  | 「プリキュア5、フル・スロットル GO GO!」(TV size)              |       | 佐藤直紀 （#2、#28を除く） | 1:25 |
| 3.                                  | 「館長の秘密」                                                 |       | 佐藤直紀 （#2、#28を除く） | 1:33 |
| 4.                                  | 「ないしょの話」                                               |       | 佐藤直紀 （#2、#28を除く） | 1:25 |
| 5.                                  | 「ラプソディ・プリキュア」                                     |       | 佐藤直紀 （#2、#28を除く） | 1:16 |
| 6.                                  | 「魔女の誘い」                                                 |       | 佐藤直紀 （#2、#28を除く） | 1:47 |
| 7.                                  | 「浦島かれんと亀ミルク」                                       |       | 佐藤直紀 （#2、#28を除く） | 1:11 |
| 8.                                  | 「りんちゃん VS 大江戸妖怪！」                                 |       | 佐藤直紀 （#2、#28を除く） | 1:18 |
| 9.                                  | 「月世界のかぐや姫」                                           |       | 佐藤直紀 （#2、#28を除く） | 1:18 |
| 10.                                 | 「続けて読めばマスコミか!?」                                   |       | 佐藤直紀 （#2、#28を除く） | 0:59 |
| 11.                                 | 「危険な二人組」                                               |       | 佐藤直紀 （#2、#28を除く） | 1:23 |
| 12.                                 | 「超速の猛攻」                                                 |       | 佐藤直紀 （#2、#28を除く） | 0:51 |
| 13.                                 | 「ミルキィローズ・メタルブリザード！」                         |       | 佐藤直紀 （#2、#28を除く） | 1:38 |
| 14.                                 | 「ツイン・テールの魔法」(short size)                           |       | 佐藤直紀 （#2、#28を除く） | 1:41 |
| 15.                                 | 「美しきマジシャン」                                           |       | 佐藤直紀 （#2、#28を除く） | 1:33 |
| 16.                                 | 「悩めるブンビー」                                             |       | 佐藤直紀 （#2、#28を除く） | 1:27 |
| 17.                                 | 「衝撃の真相」                                                 |       | 佐藤直紀 （#2、#28を除く） | 1:10 |
| 18.                                 | 「折れた心」                                                   |       | 佐藤直紀 （#2、#28を除く） | 1:35 |
| 19.                                 | 「決戦！エターナル」                                           |       | 佐藤直紀 （#2、#28を除く） | 1:19 |
| 20.                                 | 「プリキュア5、フル・スロットル GO GO!」(Instrumental Version) |       | 佐藤直紀 （#2、#28を除く） | 1:35 |
| 21.                                 | 「輝くキュアフルーレ！」                                       |       | 佐藤直紀 （#2、#28を除く） | 1:26 |
| 22.                                 | 「奇跡を呼ぶバラ」                                             |       | 佐藤直紀 （#2、#28を除く） | 1:23 |
| 23.                                 | 「夢に向かって」                                               |       | 佐藤直紀 （#2、#28を除く） | 1:20 |
| 24.                                 | 「ガンバランスdeダンス〜希望のリレー〜」(TV size)              |       | 佐藤直紀 （#2、#28を除く） | 1:34 |
| 25.                                 | 「DANZEN!まかせて☆フルスロットルGoGo!!」(BONUS TRACK)          |       | 佐藤直紀 （#2、#28を除く） | 1:35 |
| 合計時間:                           | 合計時間:                                                      | 35:00 |                            |      |

### ユニットメンバー
1. 1 2 3 4 5 6 7 8 9 10 11 12 13 14 15 16 17 18 19 20 21 22 23 24 25  夢原のぞみ / キュアドリーム（三瓶由布子）、夏木りん / キュアルージュ（竹内順子）、春日野うらら / キュアレモネード（伊瀬茉莉也）、秋元こまち / キュアミント（永野愛）、水無月かれん / キュアアクア（前田愛）